# IG Kultur Burgenland
IG Kultur Burgenland ist die kulturpolitische Interessenvertretung und Dachorganisation von burgenländischen Kulturinitiativen.

## Geschichte
Die IG Kultur Burgenland – Interessengemeinschaft für unabhängige Kulturinitiativen wurde im März 1995 mit Sitz in Großwarasdorf gegründet und erstreckt ihre Tätigkeiten auf das gesamte Gebiet des Burgenlandes.
Im Jahr 1996 wurden, als Basis für die zukünftige Vereinsarbeit, in einer Basisdatenerhebung der IG Kultur Burgenland die Rahmenbedingungen der Arbeit von 19 Kunst- und Kulturinitiativen im Burgenland ermittelt.
In den Jahren von 1995 bis 2010 wurde der Verein tendenziell passiv geführt; es wurden weder Veranstaltungen organisiert, noch Landesförderungen für Projekte beantragt.
Durch die Neuwahlen im Juni 2010 und dem damit einhergehenden neu gegründeten Vorstand bestehend aus Gerhard Krammer, Andreas Lehner, Alfred Masal, Christa Prets und Lena Röth, wurde das Vereinsleben allerdings wieder aktiver. Unter anderem fand in Zusammenarbeit mit der IG Freie Theater im Kulturzentrum Offenes Haus Oberwart (OHO) eine, durch die IG Kultur Burgenland organisierte, Podiumsdiskussion zur Lage der Freien Theater in Österreich statt.
Kurze Zeit später folgte die Organisation der Ausstellung "Perspektiven - Junge Kunst im Burgenland", in welcher die IG Kultur Burgenland gemeinsam mit Alfred Masal, dem Geschäftsführer des OHO (Offenes Haus Oberwart), eine vielfältige und medial komplexe Bandbreite junger burgenländischer Kunst präsentierte.
Nachdem im Jahr 2011 kein neuer Vorstand gefunden wurde, musste der Verein im Dezember 2011 aufgelöst werden. Am 21. März 2017 fand seine Neugründung im Kulturverein FKK Pöttsching statt. Sitz des Vereins ist Neudörfl.
Derzeitiger Obmann des Vereins ist Udo Preis (Kulturverein Limmitationes in Deutsch-Minihof), Obmann-Stellvertreterin Bärbl Gross (Limmitationes), Schriftführer Günter Schütter (Kukuk Bildein) und Herta Schuster (Die Erbse) ist Kassier. Lena Röth (ehemals Ländervertreterin für die IG Kultur Burgenland) leitete vom Dezember 2016 bis zum Jänner 2018 das Büro.
Vom 25.–26. Oktober 2017 fand in Heiligenkreuz im Lafnitztal ein, von der IG Kultur Burgenland, in Zusammenarbeit mit dem Mitgliedsverein Limmitationes, organisiertes Symposium mit dem Titel "WIR SIND KULTUR!" statt. Dort trafen sich 19 Kulturarbeiter aus vier verschiedenen Ländern und erarbeiteten in einem moderierten Workshop von Robert Lukesch die zukünftigen Ziele des Vereins auf regionaler und internationaler Ebene.

## Organisation
Die IG Kultur Burgenland ist als Verein organisiert und ist Mitglied vom Dachverband IG Kultur Österreich.
Der Vorstand der IG Kultur Burgenland besteht aus mindestens vier Mitgliedern. Bei Interesse steht dem Vorstand ein mehrköpfiger Beirat von Kulturschaffenden aus verschiedenen Branchen zur inhaltlichen Auseinandersetzung zur Verfügung.
Die IG Kultur Burgenland dient als Netzwerk und Interessengemeinschaft der unabhängigen und autonomen Kulturszene des Burgenlandes.
Sie leistet für ihre Mitglieder Beratung in Rechts- und Steuerfragen und unterstützt bei Subventions- und Förderungsbelangen sowie anderen administrativen Tätigkeiten. Zudem informiert sie ihre Mitglieder regelmäßig über kulturelle Veranstaltungen und wichtige kulturpolitische Ereignisse des Burgenlandes und des Bundes und veranstaltet Workshops, Seminare und Diskussionen zur berufsbegleitenden Weiterbildung der burgenländischen Kulturschaffenden. Der Verein betreibt regionale und internationale Netzwerkarbeit und setzt sich aktiv für die Implementierung von langfristigen Förderungsmöglichkeiten für Kulturschaffende im Burgenland ein. Die IG Kultur Burgenland nimmt bei Bedarf kulturpolitisch Einfluss im Sinne der Mitglieder. Zudem findet einmal im Jahr ein Festival der Mitglieder statt, das an jährlich wechselnden Plätzen der burgenländischen Kulturszene veranstaltet wird.

## Mitglieder
Folgende Kulturinitiativen sind Mitglieder der IG Kultur Burgenland (Stand Oktober 2017):
- Argumento - Verein für Kultur- und Kunstvermittlung
- Cselley Mühle
- Die Erbse
- FKK Pöttsching
- Jazzgalerie Nickelsdorf (Konfrontationen)
- K.B.K. - Kultur-Bildung-Kunst
- Kuga
- kukma
- Kukuk Bildein
- Kultur und Kunst Parndorf
- Kulturverein Grenzgänger
- Limmitationes
- Mühle Nikitsch
- Picture on festival